# Vilhonneur
Vilhonneur är en kommun i departementet Charente i regionen Nouvelle-Aquitaine i västra Frankrike. Kommunen ligger  i kantonen La Rochefoucauld som ligger i arrondissementet Angoulême. År 2018 hade Vilhonneur 416 invånare.

## Befolkningsutveckling
Antalet invånare i kommunen Vilhonneur
Referens:INSEE